# Walther von Trebra
Hans Otto Walther von Trebra (* 8. November 1869 in Karsdorfberg, Herzogtum Sachsen-Altenburg; † 20. Juli 1924 in Allstedt, Thüringen) war ein deutscher Verwaltungsjurist und Gutsbesitzer.

## Leben
Als Sohn des Rittergutsbesitzers Wolf Curt Hugo von Trebra und seiner Ehefrau Nanny Emma Marie Bertha geb. Erdmann besuchte Walther von Trebra das Stadtgymnasium Halle. Nach dem Abitur 1888 studierte er Rechtswissenschaft an der Friedrichs-Universität. Wie schon sein Vater wurde er 1889 Mitglied des Corps Guestphalia Halle. Am 30. Juni 1892 legte von Trebra das Referendarexamen ab und war 1892 bis 1895 Gerichtsreferendar in Naumburg (Saale), Bad Homburg vor der Höhe, Frankfurt am Main und Liegnitz/Schlesien, wo er 1895 als Regierungsreferendar in die Bezirksverwaltung wechselte. In seiner Referendarszeit diente er als Einjährig-Freiwilliger beim 1. Badischen Leib-Dragoner-Regiment Nr. 20 in Karlsruhe. Nach dem Assessorexamen am 25. April 1899 führte ihn seine berufliche Laufbahn als Regierungsassessor nach Breslau (1899), Wilhelmshaven (1901) und Marienwerder (1903). 1905 wurde er zum Landrat in Ragnit/Ostpreußen ernannt. 1913 wurde er als Landrat zum Landkreis Hagen versetzt. Er nahm am Ersten Weltkrieg als Rittmeister der Reserve teil und wurde mit dem Eisernen Kreuz II. Klasse und der Landwehr-Dienstauszeichnung II. Klasse ausgezeichnet. Aufgrund von Differenzen mit dem Volkskommissar des Kreises Hagen Josef Ernst nahm er 1920 seinen Abschied aus dem Staatsdienst.
Verheiratet war von Trebra seit dem 27. März 1900 mit Caroline Clara Margarethe Hoch, einer Tochter des sachsen-weimar-eisenachischen Landkammerrates und Rittergutsbesitzers Friedrich Albin Hoch und seiner Frau Marie geb. Gravenhorst. Ab 1920 bewirtschaftete von Trebra das Rittergut seines Schwiegervaters in Allstedt.